# Anotia kirkaldyi
Anotia kirkaldyi är en insektsart som beskrevs av Ball 1902. Anotia kirkaldyi ingår i släktet Anotia och familjen Derbidae. Inga underarter finns listade i Catalogue of Life.

## Bildgalleri

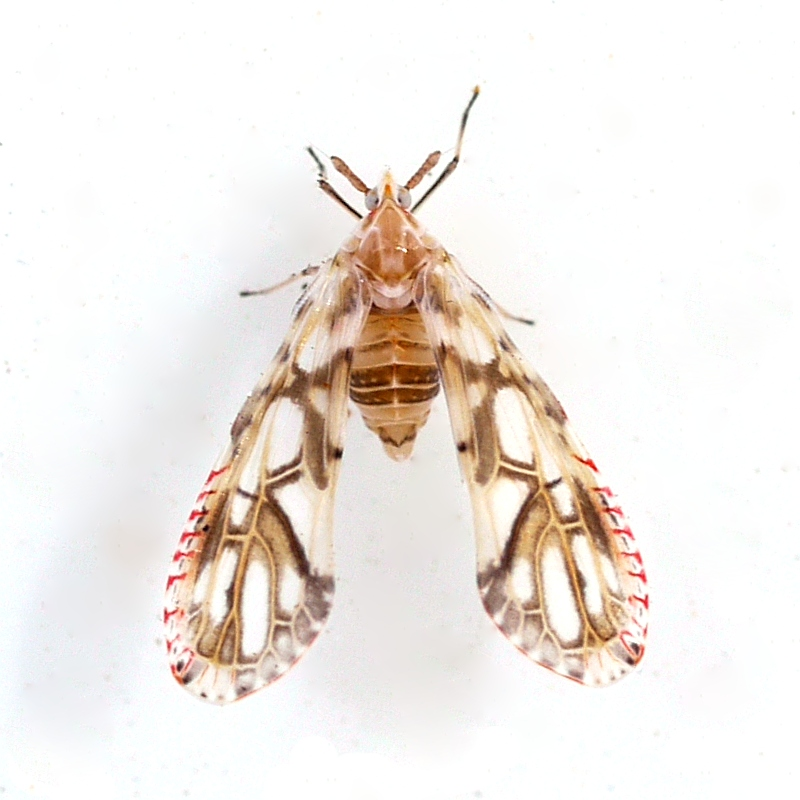